# Dean Cadillac
La Dean Cadillac, detta Caddy, è una chitarra elettrica creata dalla Dean Guitars e rilasciata assieme alle controparti ML V e Z.
Possiede la metà superiore della Dean ML e il corpo rotondo della Gibson Les Paul. La sua sagoma è disponibile anche come basso.

## Modello 25º Anniversario
Il modello 25º Anniversario della Dean Cadillac è stato distribuito nel 2002, in quantità limitata a 100 chitarre. Il modello aveva un top in acero fiammato, intarsi della tastiera in abalone, hardware placcato in oro 24 carati e un emblema del 25º anniversario sulla paletta. Il modello ha affermato di essere della stessa qualità che era originariamente riservata ai migliori clienti artisti della Dean; il prezzo al dettaglio suggerito era inferiore a $3.000.

## Artisti
Tra i celebri utilizzatori della Dean Cadillac risultano Glen Drover dei Megadeth, Rob Barrett dei Cannibal Corpse, Rich Williams e Kerry Livgren dei Kansas dal 1979 al 1983, John McFee dei The Doobie Brothers, Pig Benis alias "Jack Kilcoyne" dei Mushroomhead, Sascha Gerstner degli Helloween, Jesse Penny degli Steel Mistress e Andrea Martongelli degli Arthemis.

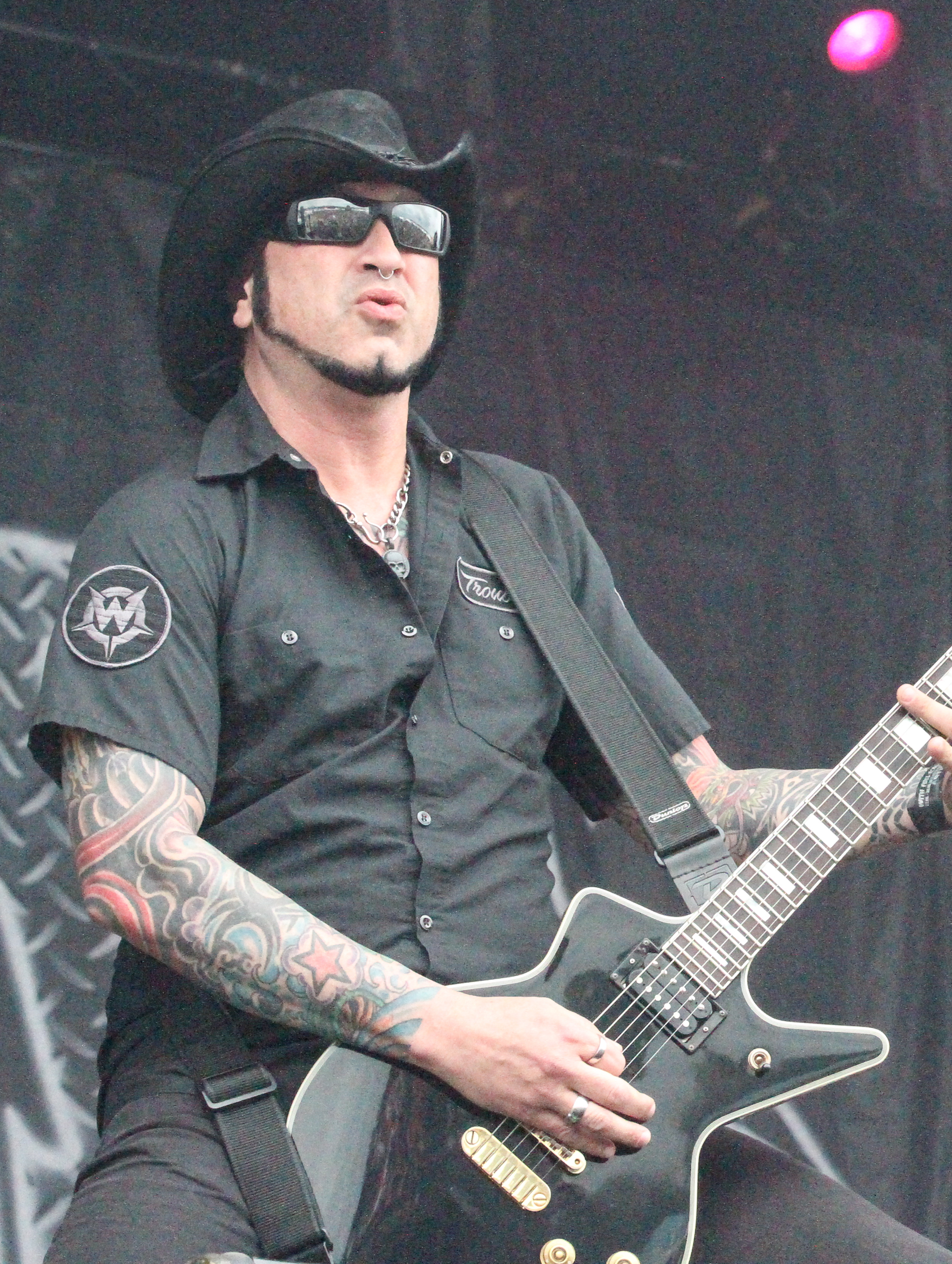
Tom Maxwell
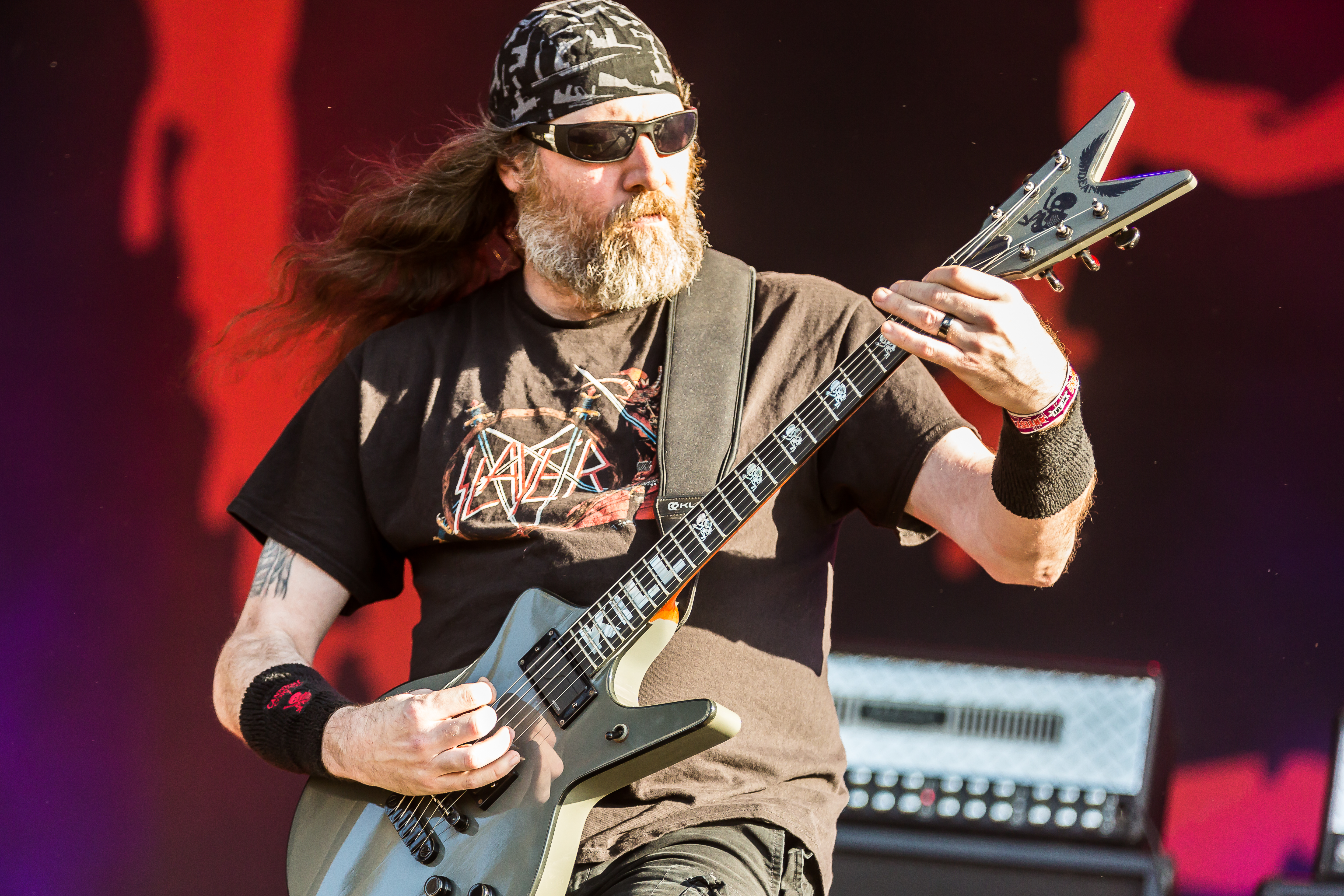
Rob Barrett
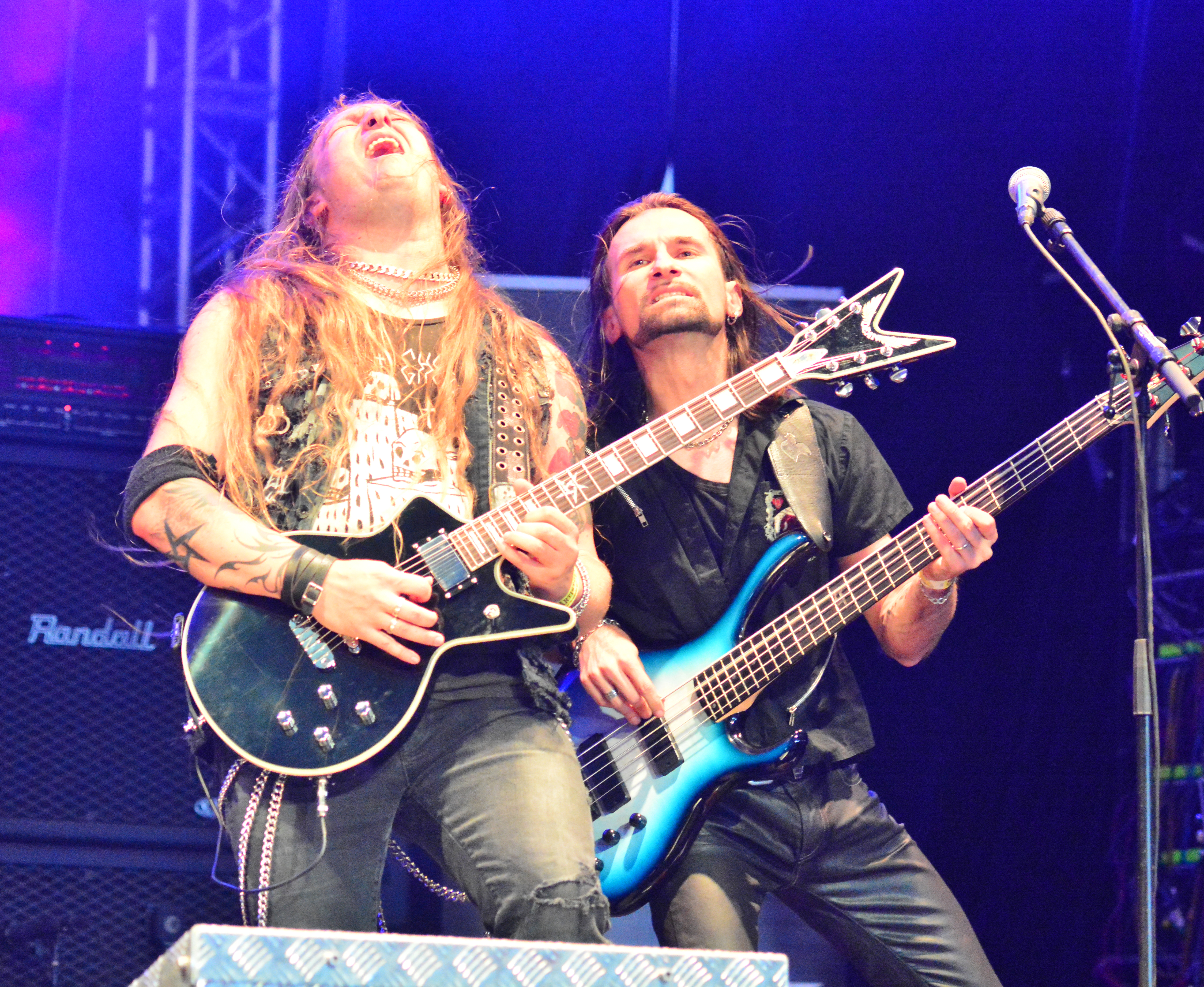
Andrea Martongelli